# Lettere di Jack lo squartatore
Le cosiddette Lettere di Jack lo squartatore sono tre presunti messaggi del serial killer noto come Jack lo squartatore, autore di delitti efferati nella Londra della fine del 1888. Egli stesso si firmò in questo modo nella prima delle tre lettere.

## Contesto
Dal 31 agosto al 9 novembre 1888, nel quartiere londinese di Whitechapel, cinque prostitute furono uccise e quattro vennero barbaramente mutilate. Il caso ebbe enorme risalto sulla stampa dell'epoca e tuttora la figura di Jack lo squartatore è assurta a paradigma e modello di serial killer. L'identità dell'assassino, sebbene nel tempo siano state fatte innumerevoli ipotesi, non è mai stata appurata.

## Le lettere
Uno  degli aspetti più sconvolgenti della vicenda, che impressionò fortemente l'opinione pubblica dell'epoca, fu il carattere di aperta sfida dell'assassino alla polizia, incapace di identificarlo e di fermarlo. Ciò è documentato da almeno tre lettere, che si attribuiscono generalmente a Jack, anche se la polizia ricevette molte altre lettere con la sua firma, ritenute senza dubbio dei falsi.

### La lettera al direttore
La cosiddetta "Dear Boss" Letter è un messaggio datato 25 settembre 1888, imbucato il 28 settembre e ricevuto quello stesso giorno dalla Central News Agency di Londra e da questa inoltrato il 29 settembre a Scotland Yard.
Il messaggio, così come le altre lettere attribuite a Jack, contiene errori di ortografia e di punteggiatura. Il testo è il seguente:
Inizialmente la lettera venne ritenuta un falso, ma quando fu scoperto il cadavere di Catherine Eddowes, il 30 settembre, con un orecchio strappato, ci si ricordò della promessa contenuta nella lettera. Nel frattempo era stata ricevuta anche un'altra cartolina.

### La cartolina da "Saucy Jacky"
Imbucato e ricevuto il 1º ottobre, il messaggio diceva:
A questo punto la Metropolitan Police Service distribuì un fac-simile della prima lettera e dell'ultima cartolina, nella speranza che qualcuno riconoscesse la calligrafia, ma senza esito. Molti giornali pubblicarono i due testi, integralmente o in parte.
In particolare, il secondo messaggio fa esplicito riferimento alla celebre notte del "doppio evento": Elizabeth Stride e Catherine Eddowes, terza e quarta vittima del serial killer, furono uccise nelle prime ore del 30 settembre 1888 a breve distanza l'una dall'altra, e parte dell'orecchio della Eddowes fu trovato separato dal resto del viso, orrendamente mutilato. Alcuni studiosi hanno osservato che la cartolina fu spedita prima che la notizia dei due delitti fosse resa pubblica e che quindi era improbabile che un mitomane avesse una conoscenza tanto precisa delle modalità degli omicidi. Tuttavia il timbro postale sulla lettera risaliva a più di 24 ore dopo il crimine, quando già molti dettagli erano noti ai giornalisti e agli abitanti del quartiere.
Questi due messaggi ebbero una notorietà enorme dopo la pubblicazione. Il nomignolo che lo stesso autore si era attribuito, "Jack the Ripper", catturò subito l'immaginazione del pubblico. Ben presto, la polizia e i giornali ricevettero centinaia di altre presunte lettere dell'assassino, la maggior parte delle quali copiava alcune frasi e passaggi delle prime due.
Dopo la fine degli omicidi, gli ufficiali di polizia ritennero che la Dear Boss letter e la Saucy Jack postcard fossero dei falsi opera di un giornalista locale e di averlo addirittura identificato. Tuttavia questi sospetti non furono adeguatamente pubblicizzati e l'idea che il killer avesse mandato messaggi di sfida alla polizia divenne uno degli elementi della leggenda di Jack lo squartatore.
Gli studiosi moderni non sono concordi nell'affermare quale sia autentica, fra le presunte lettere di Jack, ma la lettera indirizzata al "Dear Boss" è una delle tre incluse più di frequente fra quelle che potrebbero essere state scritte realmente dal killer. Molti degli autori delle varie teorie sull'identità di Jack cercano prove a favore, confrontando la calligrafia delle lettere con quella dei loro sospetti.

### La lettera "dall'inferno"

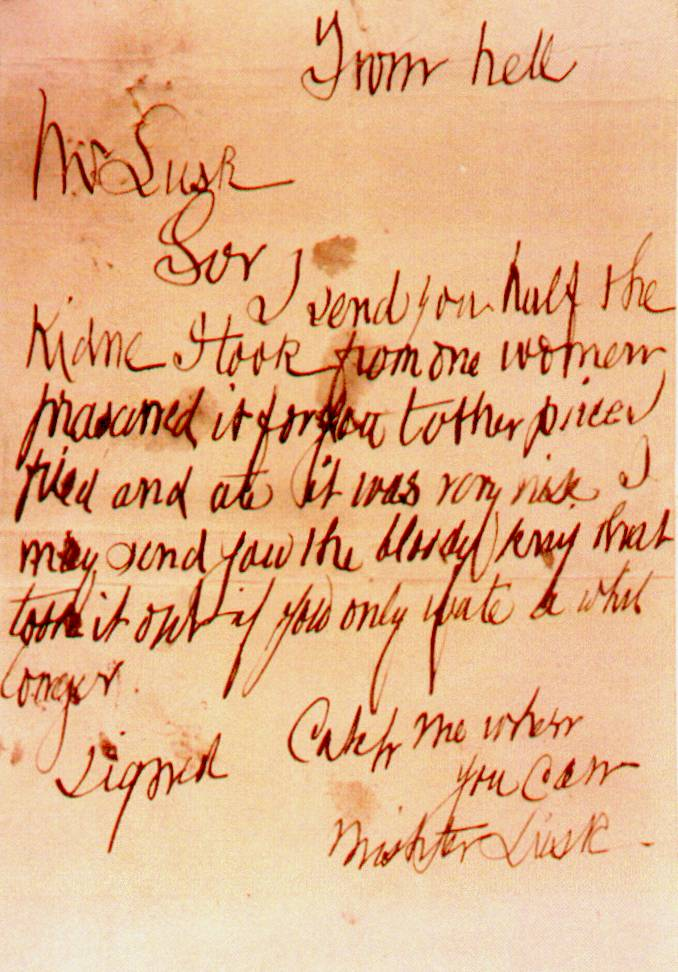
La lettera "From Hell"

La più nota e la più inquietante delle lettere firmate da Jack lo squartatore è la terza, che reca la famosa intestazione From Hell, "dall'inferno".
L'autore scelse di non firmarsi con lo pseudonimo che lo aveva reso celebre, differenziandola così dalla precedenti lettere al "Caro Direttore" o di "Jacky il dispettoso", nonché dalle innumerevoli imitazioni. Inoltre, l'ortografia di quest'ultimo messaggio è molto peggiore di quella dei precedenti: molti studiosi ritengono che sia stata una deliberata scelta dell'autore.
Un dettaglio, quello della parola inglese knife (coltello), che nella lettera è scritta knif, in particolare attira l'attenzione: poiché la "k" in questa parola è muta, un uomo realmente di scarsa cultura, tendente a scrivere le parole così come sentiva pronunciarle, avrebbe più probabilmente creduto di dover scrivere nif. Questa sarebbe la prova che l'autore era invece un uomo colto e che gli errori grossolani erano deliberati.

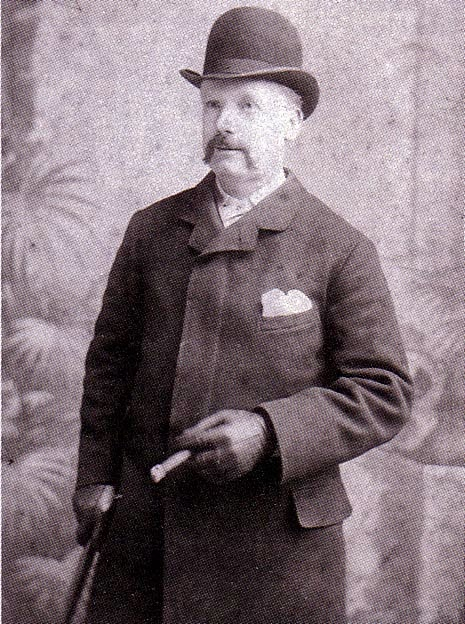
George Lusk, destinatario della lettera

Imbucata il 15 ottobre 1888, la lettera fu ricevuta da George Lusk, allora capo della Commissione di Vigilanza di Whitechapel, il giorno successivo.
Un altro dei motivi, per cui questa lettera occupa un posto a sé nella serie, è che era accompagnata da una piccola scatola contenente la metà di ciò che i medici appurarono essere un rene umano conservato nell'alcol. Uno dei reni di Catherine Eddowes era stato asportato dall'assassino. I medici dell'epoca non furono concordi nell'affermare che l'organo fosse quello della vittima: ci fu qualcuno che sostenne che poteva essere una burla operata da studenti di medicina, che si erano impossessati di un rene per altre vie.
Il testo della lettera è il seguente:

## Destino delle lettere
Qualche tempo dopo gli omicidi, queste lettere e il pezzo di rene umano sparirono dagli archivi di Scotland Yard, probabilmente sottratte da qualche investigatore e conservate come ricordo. La prima lettera, "Dear Boss", fu rispedita anonimamente alla polizia nel 1988, presumibilmente dai discendenti dell'autore del furto, mentre le altre due sono ancora disperse e ne esistono solo fac-simile e fotografie.